# Maybe (歌手グループ)
maybe（メイビー）は、2003年に活動していた日本の女性歌手グループである。所属事務所はイエローハウスだった。

## メンバー
- 森ひろこ（もり ひろこ） 1978年8月16日生まれ、大阪府守口市出身、身長：165cm　血液型：A型
- 中江ゆきこ（なかえ ゆきこ）　1978年1月24日生まれ、愛知県名古屋市出身、身長：172cm　血液型：O型
- 宮田はるな（みやた はるな）　1978年2月8日生まれ、東京都墨田区出身、身長：171cm　血液型：O型

## リリース作品

### CD
- プレイバックpart2（2003年7月25日発売・M-PLUS）

### DVD
- angel talk（2003年8月27日発売・フォーサイド・ドット・コム）

## メンバーのその後
- 森ひろこは所属事務所をサムライムに移籍。ミュージカルにも出演するなど地道に活動している。
- 中江ゆきこはダンサーとして、様々なアーティストの振付やステージ出演をこなしている。
- 宮田はるなはフリーで活躍後、ヨガの「インストラクター」の資格を取り、ヨガ教室に勤めながら、再び、ヴィジョンファクトリー系列の事務所ドリームウィーバーに移籍。
2009年2月にはインディーズレーベル・バウンディーよりソロでCDリリース。　宮田はるなオフィシャルブログ